# Octoppia irmayi
Octoppia irmayi är en kvalsterart som beskrevs av Balogh och Sandór Mahunka 1969. Octoppia irmayi ingår i släktet Octoppia och familjen Oppiidae. Inga underarter finns listade i Catalogue of Life.